# Günther Jahr
Günther Jahr (* 10. Juli 1923 in Saarbrücken; † 10. Februar 2007) war ein deutscher Jurist.

## Leben
Günther Jahr studierte an der Ruprecht-Karls-Universität Heidelberg Rechtswissenschaften. 1957 wurde er in Heidelberg mit der Arbeit „Die Rechtsnatur der litis contestatio“ zum Dr. iur. promoviert. An der Ludwig-Maximilians-Universität München habilitierte er sich mit der Schrift über die Litis contestatio. Nach einer Professur an der Christian-Albrechts-Universität zu Kiel wechselte er 1961 an die Universität des Saarlandes auf den Lehrstuhl für Zivilrecht und Römisches Recht, Internationales Privatrecht und Rechtsvergleichung. Er war von 1964 bis 1965 und von 1973 bis 1974 Dekan der Rechts- und Wirtschaftswissenschaftlichen Fakultät. Von 1975 bis 1978 war Günther Jahr Erster Vizepräsident der Universität des Saarlandes.

## Wirken
Eines seiner Hauptforschungsgebiete war das internationale Konkursrecht. Jahr engagierte sich im Hochschulrecht. Er entwickelte die Universitätsverfassung und war an der Erarbeitung eines Universitätsgesetzes beteiligt. Nahezu 30 Jahre war er Direktor der Juristischen Seminarbibliothek.
Er wirkte seit 1972 als Sprecher des Sonderforschungsbereichs „Rechtstheorie und Rechtssoziologie“ und leitete seit 1981 das Institut für Europäisches Recht.

## Ehrungen und Auszeichnungen
- 1991: Saarländischer Verdienstorden[3]
- Ehrensenator der Universität des Saarlandes

## Veröffentlichungen (Auswahl)
- Litis contestio. Streitbezeugung und Prozeßbegründung im Legisaktionen- und im Formularverfahren (= Forschungen zum Römischen Recht, Bd. 11). Böhlau, Köln 1960 (= Habilitationsschrift Universität München).
- (mit Wolfgang Stützel): Aktien ohne Nennbetrag. Ein Beitrag zur Überwindung von Mißverständnissen im Aktienwesen. Knapp, Frankfurt am Main 1963.
- (Hrsg.): Rechtstheorie. Beiträge zur Grundlagendiskussion. Klostermann, Frankfurt am Main 1971.
- Deutsches internationales Konkursrecht. de Gruyter, Berlin 1973, ISBN 3-11-004392-0.
- Fremdzurechnung bei Verwaltergeschäften. In: ders. (Mithrsg.): Festschrift für Friedrich Weber zum siebzigsten Geburtstag am 19. Mai 1975. de Gruyter, Berlin 1975, S. 275–306, ISBN 3-11-004629-6.
- Gerichtliches Erwerbsverbot oder was sonst? Zur Sicherung des Verfügenden gegen die Vollendung des Erwerbs aus ungerechtfertigten liegenschaftlichen Verfügungsgeschäften. In: ders. (Hrsg.): Gedächtnisschrift für Dietrich Schultz. Heymann, Köln 1987, S. 117–148, ISBN 3-452-20697-1.
- Anspruchsgrundlagenkonkurrenz und Erfüllungskonnexität. In: Hanns Prütting (Hrsg.): Verfahrensrecht am Ausgang des 20. Jahrhunderts. Festschrift für Gerhard Lüke zum 70. Geburtstag. Beck, München 1997, S. 297–322, ISBN 3-406-41635-7.

Festschrift
- Gerhard Lüke (Hrsg.): Grundfragen des Privatrechts. Vorträge anläßlich des Symposiums zum 65. Geburtstag von Professor Dr. Günther Jahr. Heymann, Köln 1989, ISBN 3-452-21553-9.
- Michael Martinek (Hrsg.): Festschrift für Günther Jahr zum siebzigsten Geburtstag. Vestigia iuris. Mohr, Tübingen 1993, ISBN 3-16-146116-9.